# Željeznička pruga Pečuh – Harkanj – Donji Miholjac
Željeznička pruga Pečuh – Harkanj – Donji Miholjac je bivša željeznička prometna linija koja je postojala za vrijeme Austro-Ugarske. Prolazila područjem južne Baranje. Neke njene dionice su dijelom pruga br. 63 i 65. Najvećim dijelom je išla kroz današnju Mađarsku i par kilometara kroz Hrvatsku.
Dužina dionice je bila 46 km, a širina tračnica je 1435 mm.

## Vanjske poveznice
- (mađ.) A Pécs - Donji Miholjac Helyiérdekű vasút nyomai[neaktivna poveznica]